# Chiari
Chiari – miejscowość i gmina we Włoszech, w regionie Lombardia, w prowincji Brescia.
Według oficjalnych danych z roku 2015 gminę zamieszkiwało 18 836 osób. Jeszcze w 2004 liczba mieszkańców wynosiła 17 361, przy gęstości zaludnienia  456,9 os./km².
Miasteczko z historycznym centrum i architektonicznymi zabytkami przeszłości, m.in. katedrą św. Faustyna i Jowity oraz przyległą miejską wieżą zegarową, kościołami św. Rocha, Santa Maria Maggiore i św. Sebastiana. Do miejscowych instytucji kulturalnych należy galeria malarstwa Repossi i biblioteka Morcelliana.
Miejsce bitwy stoczonej we wrześniu 1701 r. przez cesarską armię austriackich Habsburgów z wojskami koalicji francusko-hiszpańsko-sabaudzkiej, zakończonej ich dotkliwą klęską